# Phare de Boujdour
Le phare de Boujdour (ou phare du Cap Bojador) est un phare situé sur le Cap Boujdour près de la ville de Boujdour (Région de Laâyoune-Sakia El Hamra - Maroc). Le phare de Boujdour est devenu un monument historique dans les provinces sud du Maroc après le rattachement du Sahara occidental au Maroc en 1976.
Il est géré par l'autorité portuaire et maritime au sein du Ministère de l'équipement, du transport, de la logistique et de l'eau.

## Histoire
Le phare de Boujdour a été construit sur la façade atlantique et remonte aux années 1950, selon les historiens, durant l'occupation espagnole du Sahara Occidental. Les travaux ont commencé en 1950 et le phare a été mis en service en 1956. C'est une tour octogonale en maçonnerie de 45 m de haut, avec galerie et lanterne, attachée une grande maison de gardiens de 2 étages. Le phare est non peint avec des pierres apparents plus sombres sur les arêtes. La galerie est accessible de l'intérieur par un escalier en spirale de 246 marches. Il a bien résisté aux aléas du temps mais il a subi une rénovation de son équipement en technologie moderne. Il émet trois éclats blancs toutes les 15 secondes, à une hauteur focale de 70 m au dessus-du niveau de la mer, avec une portée maximale d'environ 44 km.
Identifiant : ARLHS : WSA003 - Amirauté : D2628 - NGA : 24292.
|          |
| Le phare |

|          |
| Boujdour |

### Lien connexe
- Liste des phares du Maroc